# Williams FW07
Williams FW07 – samochód Formuły 1, zaprojektowany w 1979 roku przez Patricka Heada, Neila Oatleya i Franka Derniego i skonstruowany przez WilliamsF1. Model brał udział w sezonach 1979–1982, wygrywając 15 wyścigów i zdobywając pierwszy dla Williamsa tytuł mistrza świata w klasyfikacji kierowców (Alan Jones w 1980) oraz dwa w klasyfikacji konstruktorów (1980, 1981).

## Historia
Przed sezonem 1979 Williams dysponował dwoma zwycięskimi kierowcami (Alan Jones i Clay Regazzoni) oraz bogatym sponsorem z Arabii Saudyjskiej. Patrick Head, zainspirowany Lotusem 79, wykorzystał w modelu FW07 efekt przypowierzchniowy. Samochód miał długie sekcje boczne, niewielki przedni spojler, kurtyny oraz sztywne monocoque z aluminium o strukturze plastra miodu. Zawieszenie było konwencjonalne – z podwójnymi wahaczami – ale sprężyny trudno radziły sobie z ogromnym wzrostem docisku. Samochód wykorzystywał silnik Ford Cosworth DFV o mocy 485 KM.
FW07 zadebiutował w Grand Prix Hiszpanii 1979. Początkowo samochód był awaryjny. W lipcu jednak udoskonalono samochód poprzez między innymi zastosowanie nowego fragmentu podłogi pod silnikiem, co zwiększyło docisk. Clay Regazzoni wywalczył pierwsze zwycięstwo dla Williamsa podczas Grand Prix Wielkiej Brytanii. W 1979 roku Jones wygrał jeszcze pięć wyścigów i Williams zajął drugie miejsce w klasyfikacji konstruktorów.
W sezonie 1980 wystawiono FW07B, ewolucję poprzedniego modelu. Samochód zdominował rywalizację: Jones wygrał pięć wyścigów i został mistrzem świata. Williams został natomiast wówczas mistrzem świata w klasyfikacji konstruktorów, podobnie jak rok później.
Model FW07 w różnych odmianach ścigał się do 1982 roku.

## Wyniki w Formule 1
| Legenda oznaczeń w tabelach wyników Wyświetl szablon na nowej stronie | Legenda oznaczeń w tabelach wyników Wyświetl szablon na nowej stronie                                                                     |
| Oznaczenie                                                            | Wyjaśnienie |
| --------------------------------------------------------------------- | --- |
| Złoty                                                                 | Zwycięzca lub mistrzostwo |
| Srebrny                                                               | 2. miejsce lub wicemistrzostwo |
| Brązowy                                                               | 3. miejsce lub II wicemistrzostwo |
| Zielony                                                               | Ukończył, punktował (w klasyfikacji generalnej, gdy zdobył co najmniej jeden punkt na przestrzeni sezonu, poza trzema powyższymi opcjami) |
| Niebieski                                                             | Ukończył, nie punktował (w klasyfikacji generalnej, gdy nie zdobył co najmniej jednego punktu na przestrzeni sezonu)                      |
| Czerwony                                                              | Nie zakwalifikował się (NZ) |
| Czerwony                                                              | Nie prekwalifikował się (NPK) |
| Różowy                                                                | Nie ukończył (NU) |
| Różowy                                                                | Niesklasyfikowany (NS) (w klasyfikacji generalnej, gdy nie został sklasyfikowany w żadnym wyścigu sezonu)                                 |
| Czarny                                                                | Zdyskwalifikowany (DK) |
| Czarny                                                                | Wykluczony (WYK/EX) |
| Biały                                                                 | Nie wystartował (NW) |
| Biały                                                                 | Kontuzjowany (K/INJ) |
| Biały                                                                 | Wyścig odwołany (OD/C) |
| Bez koloru                                                            | Został wycofany (WYC/WD) |
| Bez koloru                                                            | Nie przybył (NP/DNA) |
| Bez koloru                                                            | Nie brał udziału w treningach (NT/DNP) |
| Bez koloru                                                            | Nie został zgłoszony (–) |
| Pogrubienie                                                           | Start z pole position |
| Kursywa                                                               | Najszybsze okrążenie wyścigu |
| †                                                                     | Nie ukończył, ale jego rezultat został zaliczony ze względu na przejechanie więcej niż 90% dystansu wyścigu.                              |
| *                                                                     | Sezon w trakcie |
| 1/2/3                                                                 | Punktowana pozycja w sprincie kwalifikacyjnym                                                                                             |
| Lista systemów punktacji Formuły 1                                    | |

| Rok  | Zespół                                         | Silnik  | Opony | Kierowcy          | 1   | 2   | 3   | 4   | 5   | 6   | 7   | 8   | 9   | 10  | 11  | 12  | 13  | 14  | 15  | 16  | Pkt.    | Msc. |
| ---- | ---------------------------------------------- | ------- | ----- | ----------------- | --- | --- | --- | --- | --- | --- | --- | --- | --- | --- | --- | --- | --- | --- | --- | --- | ------- | ---- |
| 1979 | Albilad-Saudia Racing Team                     | Ford V8 | G     |                   | ARG | BRA | ZAF | USW | ESP | BEL | MCO | FRA | GBR | DEU | AUT | NLD | ITA | CAN | USA |     | 71 (75) | 2    |
| 1979 | Albilad-Saudia Racing Team                     | Ford V8 | G     | Alan Jones        |     |     |     |     | NU  | NU  | NU  | 4   | NU  | 1   | 1   | 1   | 9   | 1   | NU  |     | 71 (75) | 2    |
| 1979 | Albilad-Saudia Racing Team                     | Ford V8 | G     | Clay Regazzoni    |     |     |     |     | NU  | NU  | 2   | 6   | 1   | 2   | 5   | NU  | 3   | 3   | NU  |     | 71 (75) | 2    |
| 1980 | Albilad-Williams Racing Team                   | Ford V8 | G     |                   | ARG | BRA | ZAF | USW | BEL | MCO | FRA | GBR | DEU | AUT | NLD | ITA | CAN | USA |     |     | 120     | 1    |
| 1980 | Albilad-Williams Racing Team                   | Ford V8 | G     | Alan Jones        | 1   | 3   | NU  | NU  | 2   | NU  | 1   | 1   | 3   | 2   | 11  | 2   | 1   | 1   |     |     | 120     | 1    |
| 1980 | Albilad-Williams Racing Team                   | Ford V8 | G     | Carlos Reutemann  | NU  | NU  | 5   | NU  | 3   | 1   | 6   | 3   | 2   | 3   | 4   | 3   | 2   | 2   |     |     | 120     | 1    |
| 1980 | Brands Hatch Racing                            | Ford V8 | G     | Desiré Wilson     |     |     |     |     |     |     |     | NZ  |     |     |     |     |     |     |     |     | 120     | 1    |
| 1980 | RAM/Williams Grand Prix Engineering            | Ford V8 | G     | Rupert Keegan     |     |     |     |     |     |     |     | 11  |     |     |     |     |     |     |     |     | 120     | 1    |
| 1980 | RAM/Penthouse-Rizla Racing                     | Ford V8 | G     | Rupert Keegan     |     |     |     |     |     |     |     |     | NZ  | 15  | NZ  | 11  | NZ  | 9   |     |     | 120     | 1    |
| 1980 | RAM/Rainbow Jeans Racing                       | Ford V8 | G     | Kevin Cogan       |     |     |     |     |     |     |     |     |     |     |     |     | NZ  |     |     |     | 120     | 1    |
| 1980 | RAM/Theodore/Rainbow Jeans Racing              | Ford V8 | G     | Geoff Lees        |     |     |     |     |     |     |     |     |     |     |     |     |     | NZ  |     |     | 120     | 1    |
| 1981 | Albilad-Williams Racing Team TAG Williams Team | Ford V8 | G     |                   | USW | BRA | ARG | SMR | BEL | MCO | ESP | FRA | GBR | DEU | AUT | NLD | ITA | CAN | LVG |     | 95      | 1    |
| 1981 | Albilad-Williams Racing Team TAG Williams Team | Ford V8 | G     | Alan Jones        | 1   | 2   | 4   | 12  | NU  | 2   | 7   | 17  | NU  | 11  | 4   | 3   | 2   | NU  | 1   |     | 95      | 1    |
| 1981 | Albilad-Williams Racing Team TAG Williams Team | Ford V8 | G     | Carlos Reutemann  | 2   | 1   | 2   | 3   | 1   | NU  | 4   | 10  | 2   | NU  | 5   | NU  | 3   | 10  | 8   |     | 95      | 1    |
| 1981 | Equipo Banco Occidental                        | Ford V8 | M     | Emilio de Villota |     |     |     |     |     |     | WYK |     |     |     |     |     |     |     |     |     | 95      | 1    |
| 1982 | TAG Williams Team                              | Ford V8 | G     |                   | ZAF | BRA | USW | SMR | BEL | MCO | USE | CAN | NLD | GBR | FRA | DEU | AUT | CHE | ITA | LVG | 14 (58) | 4    |
| 1982 | TAG Williams Team                              | Ford V8 | G     | Carlos Reutemann  | 2   | NU  |     |     |     |     |     |     |     |     |     |     |     |     |     |     | 14 (58) | 4    |
| 1982 | TAG Williams Team                              | Ford V8 | G     | Keke Rosberg      | 5   | DK  | 2   |     |     |     |     |     |     |     |     |     |     |     |     |     | 14 (58) | 4    |
| 1982 | TAG Williams Team                              | Ford V8 | G     | Mario Andretti    |     |     | NU  |     |     |     |     |     |     |     |     |     |     |     |     |     | 14 (58) | 4    |